# Ed Engelkes
Ed Engelkes (Haarlem, 21 januari 1964) is een Nederlands voetbaltrainer. Sinds 2025 is hij de hoofdtrainer van Telstar.

## Carrière
Engelkes begon zijn voetbalcarrière bij Alliance '22, waar hij al snel gescout werd door HFC Haarlem. Hij kwam echter niet verder dan het reserve-elftal, waarna hij besloot zich te richten op het trainersvak. Hij begon als twintiger met het begeleiden van de jeugd van 14 tot 18 jaar van Haarlem. Hierna verhuisde hij naar RKSV HBC uit Heemstede alwaar hij assistent werd bij het eerste elftal en tevens de jeugd onder zijn hoede kreeg. Tegelijkertijd begon hij ook bij de jeugdopleiding van VV Sizo uit het nabijgelegen Hillegom.
In 1990 trad Engelkes in dienst van de KNVB. Bij de voetbalbond kreeg hij een algemene technische rol. In die periode bezocht hij clubs, organiseerde straatvoetbalevenementen en toernooien, gaf gasttrainingen en scoutte hij jong talent voor vertegenwoordigende elftallen. In 2004 stelde de KNVB hem aan als assistent van de nieuwe bondscoach van het vrouwenteam, Vera Pauw. Tevens werd hij coördinator en coach van het elftal onder 19 jaar. In 2007 werd Engelkes door de KNVB uitgeleend aan AZ, dat met een elftal startte in de Eredivisie voor vrouwen. Dit bleef hij combineren met zijn rol als assistent van Pauw. In 2008 leidde hij de Alkmaarders naar het landskampioenschap, hetgeen hij een jaar later herhaalde. In 2010, wanneer Pauw besluit op te stappen als bondscoach, kreeg Engelkes tijdelijk de leiding over het elftal.
Hij was van 2012 tot 2017 de trainer van de Ajax Vrouwen en van 2014 tot 2017 trainer van VVOG uit Harderwijk, dat uitkomt in de Derde divisie (2016/17) op zaterdag. Vanaf januari 2018 is hij technisch directeur bij de Chinese club Guangzhou City FC.
Engelkes werd in februari 2025 aangesteld als de nieuwe hoofdtrainer van Telstar. Hij was daarmee de opvolger van Marelle Worm.
1 Steen ·
2 Donker ·
3 Hermans ·
4 Takeshige ·
5 Ridder ·
6 Remijnse ·
7 Verhoeve ·
8 Gomez ·
9 Van Belen ·
10 Kira ·
11 Hassani ·
12 Van de Pol ·
13 Blomquist ·
14 Nottet ·
15 Daalman ·
16 Rispens ·
17 Lagcher ·
18 Vader ·
19 Vis ·
20 Tiebie ·
21 Berrevoets ·
22 Van den Heuvel ·
23 Van der Vlist ·
24 Ursem ·
41 Schoorl ·
Coach: Engelkes